# 1807 Slovakia
1807 Slovakia (1971 QA) là một tiểu hành tinh vành đai chính được phát hiện ngày 20 tháng 8 năm 1971 bởi M. Antal ở Skalnaté Pleso Observatory.